# آنسن
آنسن (به هلندی: Ansen) یک منطقهٔ مسکونی در هلند است که در ده‌ولدن واقع شده‌است. آنسن ۲۲۰ نفر جمعیت دارد.